# NGC 2598
NGC 2598 (również PGC 23855 lub UGC 4443) – galaktyka spiralna z poprzeczką (SBa), znajdująca się w gwiazdozbiorze Raka. Odkrył ją Albert Marth 1 stycznia 1864 roku.